# کوپوز (بایبورد)
کوپوز (به ترکی استانبولی: Kopuz) (به کردی: Qepûz) (به ارمنی: Խուբս) یک منطقهٔ مسکونی در ترکیه است که در بایبورد واقع شده‌است. کوپوز ۱۱۹ نفر جمعیت دارد.